# Seznam integrálů hyperbolických funkcí
Toto je seznam integrálů (primitivních funkcí) hyperbolických funkcí.
{\displaystyle \int \sinh cx\,\mathrm {d} x={\frac {1}{c}}\cosh cx}
{\displaystyle \int \cosh cx\,\mathrm {d} x={\frac {1}{c}}\sinh cx}
{\displaystyle \int \sinh ^{2}cx\,\mathrm {d} x={\frac {1}{4c}}\sinh 2cx-{\frac {x}{2}}}
{\displaystyle \int \cosh ^{2}cx\,\mathrm {d} x={\frac {1}{4c}}\sinh 2cx+{\frac {x}{2}}}
{\displaystyle \int \sinh ^{n}cx\,\mathrm {d} x={\frac {1}{cn}}\sinh ^{n-1}cx\cosh cx-{\frac {n-1}{n}}\int \sinh ^{n-2}cx\,\mathrm {d} x\qquad {\mbox{(pro }}n>0{\mbox{)}}}
také: {\displaystyle \int \sinh ^{n}cx\,\mathrm {d} x={\frac {1}{c(n+1)}}\sinh ^{n+1}cx\cosh cx-{\frac {n+2}{n+1}}\int \sinh ^{n+2}cx\,\mathrm {d} x\qquad {\mbox{(pro }}n<0{\mbox{, }}n\neq -1{\mbox{)}}}
{\displaystyle \int \cosh ^{n}cx\,\mathrm {d} x={\frac {1}{cn}}\sinh cx\cosh ^{n-1}cx+{\frac {n-1}{n}}\int \cosh ^{n-2}cx\,\mathrm {d} x\qquad {\mbox{(pro }}n>0{\mbox{)}}}
také: {\displaystyle \int \cosh ^{n}cx\,\mathrm {d} x=-{\frac {1}{c(n+1)}}\sinh cx\cosh ^{n+1}cx-{\frac {n+2}{n+1}}\int \cosh ^{n+2}cx\,\mathrm {d} x\qquad {\mbox{(pro }}n<0{\mbox{, }}n\neq -1{\mbox{)}}}
{\displaystyle \int {\frac {\mathrm {d} x}{\sinh cx}}={\frac {1}{c}}\ln \left|\tanh {\frac {cx}{2}}\right|}
také: {\displaystyle \int {\frac {\mathrm {d} x}{\sinh cx}}={\frac {1}{c}}\ln \left|{\frac {\cosh cx-1}{\sinh cx}}\right|}
také: {\displaystyle \int {\frac {\mathrm {d} x}{\sinh cx}}={\frac {1}{c}}\ln \left|{\frac {\sinh cx}{\cosh cx+1}}\right|}
také: {\displaystyle \int {\frac {\mathrm {d} x}{\sinh cx}}={\frac {1}{c}}\ln \left|{\frac {\cosh cx-1}{\cosh cx+1}}\right|}
{\displaystyle \int {\frac {\mathrm {d} x}{\cosh cx}}={\frac {2}{c}}\arctan e^{cx}}
{\displaystyle \int {\frac {\mathrm {d} x}{\sinh ^{n}cx}}={\frac {\cosh cx}{c(n-1)\sinh ^{n-1}cx}}-{\frac {n-2}{n-1}}\int {\frac {\mathrm {d} x}{\sinh ^{n-2}cx}}\qquad {\mbox{(pro }}n\neq 1{\mbox{)}}}
{\displaystyle \int {\frac {\mathrm {d} x}{\cosh ^{n}cx}}={\frac {\sinh cx}{c(n-1)\cosh ^{n-1}cx}}+{\frac {n-2}{n-1}}\int {\frac {\mathrm {d} x}{\cosh ^{n-2}cx}}\qquad {\mbox{(pro }}n\neq 1{\mbox{)}}}
{\displaystyle \int {\frac {\cosh ^{n}cx}{\sinh ^{m}cx}}\mathrm {d} x={\frac {\cosh ^{n-1}cx}{c(n-m)\sinh ^{m-1}cx}}+{\frac {n-1}{n-m}}\int {\frac {\cosh ^{n-2}cx}{\sinh ^{m}cx}}\mathrm {d} x\qquad {\mbox{(pro }}m\neq n{\mbox{)}}}
také: {\displaystyle \int {\frac {\cosh ^{n}cx}{\sinh ^{m}cx}}\mathrm {d} x=-{\frac {\cosh ^{n+1}cx}{c(m-1)\sinh ^{m-1}cx}}+{\frac {n-m+2}{m-1}}\int {\frac {\cosh ^{n}cx}{\sinh ^{m-2}cx}}\mathrm {d} x\qquad {\mbox{(pro }}m\neq 1{\mbox{)}}}
také: {\displaystyle \int {\frac {\cosh ^{n}cx}{\sinh ^{m}cx}}\mathrm {d} x=-{\frac {\cosh ^{n-1}cx}{c(m-1)\sinh ^{m-1}cx}}+{\frac {n-1}{m-1}}\int {\frac {\cosh ^{n-2}cx}{\sinh ^{m-2}cx}}\mathrm {d} x\qquad {\mbox{(pro }}m\neq 1{\mbox{)}}}
{\displaystyle \int {\frac {\sinh ^{m}cx}{\cosh ^{n}cx}}\mathrm {d} x={\frac {\sinh ^{m-1}cx}{c(m-n)\cosh ^{n-1}cx}}+{\frac {m-1}{m-n}}\int {\frac {\sinh ^{m-2}cx}{\cosh ^{n}cx}}\mathrm {d} x\qquad {\mbox{(pro }}m\neq n{\mbox{)}}}
také: {\displaystyle \int {\frac {\sinh ^{m}cx}{\cosh ^{n}cx}}\mathrm {d} x={\frac {\sinh ^{m+1}cx}{c(n-1)\cosh ^{n-1}cx}}+{\frac {m-n+2}{n-1}}\int {\frac {\sinh ^{m}cx}{\cosh ^{n-2}cx}}\mathrm {d} x\qquad {\mbox{(pro }}n\neq 1{\mbox{)}}}
také: {\displaystyle \int {\frac {\sinh ^{m}cx}{\cosh ^{n}cx}}\mathrm {d} x=-{\frac {\sinh ^{m-1}cx}{c(n-1)\cosh ^{n-1}cx}}+{\frac {m-1}{n-1}}\int {\frac {\sinh ^{m-2}cx}{\cosh ^{n-2}cx}}\mathrm {d} x\qquad {\mbox{(pro }}n\neq 1{\mbox{)}}}
{\displaystyle \int x\sinh cx\,\mathrm {d} x={\frac {1}{c}}x\cosh cx-{\frac {1}{c^{2}}}\sinh cx}
{\displaystyle \int x\cosh cx\,\mathrm {d} x={\frac {1}{c}}x\sinh cx-{\frac {1}{c^{2}}}\cosh cx}
{\displaystyle \int \tanh cx\,\mathrm {d} x={\frac {1}{c}}\ln |\cosh cx|}
{\displaystyle \int \coth cx\,\mathrm {d} x={\frac {1}{c}}\ln |\sinh cx|}
{\displaystyle \int \tanh ^{n}cx\,\mathrm {d} x=-{\frac {1}{c(n-1)}}\tanh ^{n-1}cx+\int \tanh ^{n-2}cx\,\mathrm {d} x\qquad {\mbox{(pro }}n\neq 1{\mbox{)}}}
{\displaystyle \int \coth ^{n}cx\,\mathrm {d} x=-{\frac {1}{c(n-1)}}\coth ^{n-1}cx+\int \coth ^{n-2}cx\,\mathrm {d} x\qquad {\mbox{(pro }}n\neq 1{\mbox{)}}}
{\displaystyle \int \sinh bx\sinh cx\,\mathrm {d} x={\frac {1}{b^{2}-c^{2}}}(b\sinh cx\cosh bx-c\cosh cx\sinh bx)\qquad {\mbox{(pro }}b^{2}\neq c^{2}{\mbox{)}}}
{\displaystyle \int \cosh bx\cosh cx\,\mathrm {d} x={\frac {1}{b^{2}-c^{2}}}(b\sinh bx\cosh cx-c\sinh cx\cosh bx)\qquad {\mbox{(pro }}b^{2}\neq c^{2}{\mbox{)}}}
{\displaystyle \int \cosh bx\sinh cx\,\mathrm {d} x={\frac {1}{b^{2}-c^{2}}}(b\sinh bx\sinh cx-c\cosh bx\cosh cx)\qquad {\mbox{(pro }}b^{2}\neq c^{2}{\mbox{)}}}
{\displaystyle \int \sinh(ax+b)\sin(cx+d)\,\mathrm {d} x={\frac {a}{a^{2}+c^{2}}}\cosh(ax+b)\sin(cx+d)-{\frac {c}{a^{2}+c^{2}}}\sinh(ax+b)\cos(cx+d)}
{\displaystyle \int \sinh(ax+b)\cos(cx+d)\,\mathrm {d} x={\frac {a}{a^{2}+c^{2}}}\cosh(ax+b)\cos(cx+d)+{\frac {c}{a^{2}+c^{2}}}\sinh(ax+b)\sin(cx+d)}
{\displaystyle \int \cosh(ax+b)\sin(cx+d)\,\mathrm {d} x={\frac {a}{a^{2}+c^{2}}}\sinh(ax+b)\sin(cx+d)-{\frac {c}{a^{2}+c^{2}}}\cosh(ax+b)\cos(cx+d)}
{\displaystyle \int \cosh(ax+b)\cos(cx+d)\,\mathrm {d} x={\frac {a}{a^{2}+c^{2}}}\sinh(ax+b)\cos(cx+d)+{\frac {c}{a^{2}+c^{2}}}\cosh(ax+b)\sin(cx+d)}